# Žabalj

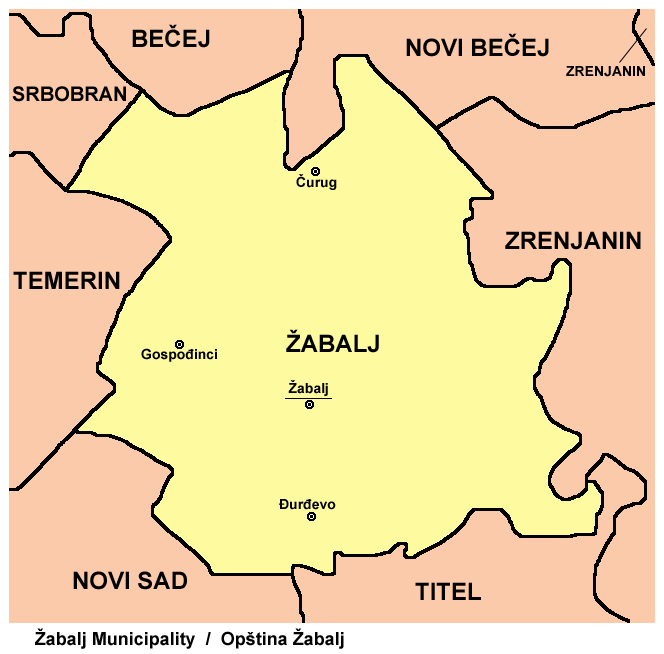

Žabalj (Servisch: Жабаљ, Hongaars: Zsablya, Duits: Josefsdorf) is een gemeente in het Servische district Zuid-Bačka.
Žabalj telt 27.513 inwoners (2002). De oppervlakte bedraagt 400 km², de bevolkingsdichtheid is 68,8 inwoners per km².
Naast de hoofdplaats Žabalj omvat de gemeente de plaatsen Gospođinci, Đurđevo en Čurug.

## Geschiedenis
In 1514 wordt de plaats voor het eerst vermeld in geschriften onder de naam Zeble. Het ligt dan in het Koninkrijk Hongarije en in dat jaar wordt haar burcht ingenomen door György Dózsa. In 1526 wordt de plaats en regio veroverd door de Ottomanen die pas in 1699 finaal worden verslagen. Vanaf dat jaar is het onderdeel van het Habsburgse rijk, in 1867 wordt de plaats weer onderdeel van het Koninkrijk Hongarije als onderdeel van de Oostenrijks-Hongaarse monarchie. In de 17e en 18e eeuw groeit de plaats door de komst van Rooms Katholieke Duitstalige en Hongaarstalige kolonisten. Tijdens de laatste volkstelling onder Hongaars bewind in 1910 is de stadsbevolking gegroeid tot 7.993 personen; 5.080 Serviërs, 1.722 Hongaren en 1.074 Duitstaligen. In 1920 valt het Oostenrijks-Hongaarse rijk uiteen en wordt de stad toegewezen aan het nieuw gevormde land Joegoslavië. In 1941 nemen de Hongaren de macht weer over. In 1942 worden tijdens een razzia van het Hongaarse leger circa 400 Serviërs gedood. De partizanen nemen in 1944 wraak door 1500 Hongaarse en Duitstalige burgers te doden. Hiermee eindigt het multiculturele karakter van de stad, de Duitsers en Hongaren worden na het eind van de oorlog collectief schuldig verklaard aan oorlogsmisdaden en verdreven van huis en haard. 
Pas in 2014 neemt de Servische regering afstand van dat besluit en biedt officieel excuses aan aan de Duitse en Hongaarse gemeenschap. 